# Marie-Jeanne (chanson)
Pour les articles homonymes, voir Marie-Jeanne.
Singles de Michel Sardou
Attention les enfants... danger
(1989) Le Privilège
(1990)
Pistes de Le Privilège
Le Blues Black Brothers Parlons de toi, de moi
Marie-Jeanne est le premier single de Michel Sardou extrait de l'album Le Privilège et sorti le 18 septembre 1990. Ce tube est présent sur la bande originale du film Promotion canapé sorti la même année et dans lequel Michel Sardou tient un rôle.
La chanson ouvre le tour de chant lors des concerts Bercy 91, puis figure sur ceux Bercy 93, Olympia 95 et Live 2005 au Palais des sports. Michel Sardou l'ajoute de nouveau sur son tour de chant en 2023 pour sa tournée Je me souviens d'un adieu.

## Clip vidéo
La chanson tire également sa popularité de son clip vidéo réalisé par Didier Kaminka, dans lequel apparaissent plusieurs vedettes amies de Michel Sardou. On peut ainsi y voir (dans l'ordre) : Christine Lemler, Fiona Gélin, Cathy Andrieu (topless), Eddy Mitchell, Pierre Richard, Didier Barbelivien, Thierry Lhermitte et Mireille Darc.

## Classement
Marie-Jeanne atteint la 2e position du classement général. Il faudra attendre quatorze années pour Sardou afin de dépasser cette place avec, en 2004, La Rivière de notre enfance, chantée en duo avec Garou et qui se classera première durant 5 semaines.
| Classement (1990) | Meilleure position |
| ----------------- | ------------------ |
| France (SNEP)     | 2                  |